# Wout Poels
Wouter Lambertus Martinus Henricus „Wout“  Poels (* 1. Oktober 1987 in Venray) ist ein niederländischer Radrennfahrer.

## Sportliche Laufbahn
Wout Poels begann seine internationale Karriere 2006 bei dem niederländischen Continental Team Fondas-P3Transfer, welches 2009 unter dem Namen Vacansoleil eine Lizenz als Professional Continental Team und 2012 als ProTeam erhielt.
Im Jahr 2008 gewann Pouls mit der Gesamtwertung der Vuelta Ciclista a León seinen ersten internationalen Wettbewerb. Nach Etappensiegen bei der Tour de l’Ain (2010 und 2011) und der Tour of Britain 2010 wurde er bei der Vuelta a España 2011 auf der schweren 14. Etappe zum Angliru zunächst als Zweiter hinter dem später wegen Doping disqualifizierten Juan José Cobo klassiert und wurde schließlich 17. in der Gesamtwertung.
Bei der Tour de France 2012 stürzte er auf der 6. Etappe schwer. Er zog sich Risse in Milz und Niere sowie eine Lungenquetschung zu. Ende September 2012 konnte er jedoch wieder mit dem Training beginnen. Sein Cousin Marijn Poels, ein Dokumentarfilmer, hat über sein Comeback im Auftrag des Regionalsenders L1 den Film Retour Poels gedreht, für den er – unmittelbar nachdem Wout Poels die letzten Schläuche entfernt worden waren – mit dem Filmen begann. Nach seinem Sturz gewann er bei der Tour de l’Ain 2013 eine Etappe.
Zur Saison 2014 wechselte Poels zum Omega Pharma-Quick Step und gewann eine Etappe der Baskenland-Rundfahrt.
Nach nur einer Saison unterzeichnete er 2015 einen Vertrag beim britischen Team Sky. Bei Tirreno–Adriatico gewann er die 4. Etappe, nachdem er auf dem letzten Anstieg angriff und nach der Abfahrt alleine ins Ziel fuhr. Er half Teamkollege Chris Froome bei seinem zweiten Sieg der Tour de France, gewann die 5. Etappe der Tour of Britain und wurde mit 13 Sekunden Rückstand Zweiter im Gesamtklassement, zum Ende der Saison wurde Poels bei der Abu Dhabi Tour Dritter.
Poels gewann die Gesamtwertung der Valencia-Rundfahrt 2016, nachdem er zuvor zwei Etappen, darunter ein Einzelzeitfahren gewonnen hatte. Bei der Katalonien-Rundfahrt gewann er nach einer Soloattacke 15 Kilometer vor dem Ziel aus einer Ausreißergruppe heraus die 5. Etappe. Außerdem wurde er beim Flèche Wallonne Vierter, vier Tage später verbuchte bei dem Klassiker Lüttich–Bastogne–Lüttich den bis dahin größten Erfolg seiner Karriere, nachdem der Niederländer im Zielsprint Michael Albasini, Rui Costa und Samuel Sanchez schlagen konnte. Des Weiteren startete er bei der Tour de France wieder in der Helferrolle für Froome, am Ende der Saison entschied Poels eine weitere Etappe der Tour of Britain für sich.
Bei der Vuelta a España 2017 ging Poels als Domestik für den späteren Gesamtsieger Chris Froome an den Start und wurde auf der 20. Etappe bei der Bergankunft am Angliru Zweiter.
2018 gewann er bei der Andalusien-Rundfahrt eine Etappe und wurde Zweiter in der Gesamtwertung. Außerdem gewann er das Einzelzeitfahren bei Paris–Nizza und verhalf Froome beim Sieg des Giro d’Italia. Darüber hinaus gewann er bei der Tour of Britain erneut eine Etappe.
2019 beendete er die Tour Down Under und die Algarve-Rundfahrt auf dem dritten Gesamtrang. Beim Critérium du Dauphiné gewann er eine Etappe und wurde Siebter in der Gesamtwertung.
2020 wechselte Poels zum Team Bahrain-McLaren. Auf der ersten Etappe der Tour de France war Poels in einem Massensturz an der 3-Kilometer-Marke verwickelt. Er erlitt einen Rippenbruch und eine Lungenquetschung. Er beendete die Tour de France auf dem 110. Platz. Die anschließende Vuelta a España beendete er auf dem sechsten Gesamtrang. Nach drei Jahren ohne Sieg gewann er bei der Andalusien-Rundfahrt 2022 zunächst die vierte Etappe, ehe er sich auch die Gesamtwertung sicherte.
Im Alter von 35 Jahren gewann Wout Poels erstmals eine Etappe der Tour de France, als er sich auf der 15. Etappe im Schlussanstieg von der Ausreißergruppe absetzte. Wenige Wochen später triumphierte er auf der 20. Etappe der Vuelta a España. Nachdem er in der Saison 2024 eine Etappe der Tour de Hongrie gewonnen und diese auf dem dritten Gesamtrang beendet hatte, wechselte er mit dem Jahr 2025 zum XDS Astana Team.

## Erfolge
2008

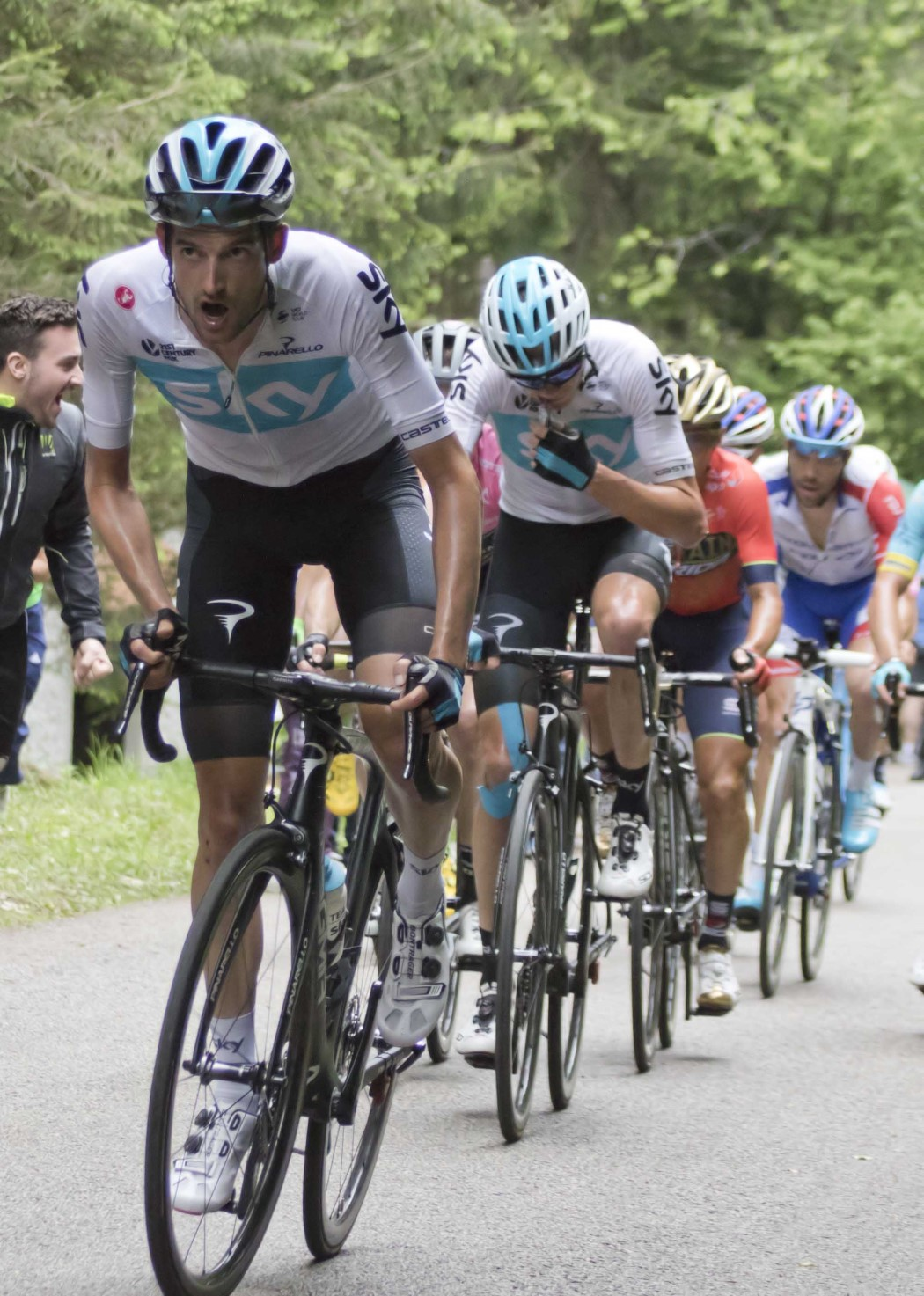
Poels (l.) verhalf Chris Froome zum Sieg des Giro d’Italia 2018

- Gesamtwertung Vuelta Ciclista a León

2010
- eine Etappe Tour de l’Ain
- eine Etappe Tour of Britain

2011
- eine Etappe Tour de l’Ain

2012
- eine Etappe Luxemburg-Rundfahrt

2013
- eine Etappe Tour de l’Ain

2014
- Mannschaftszeitfahren Tirreno–Adriatico
- eine Etappe Baskenland-Rundfahrt

2015
- eine Etappe Tirreno–Adriatico
- eine Etappe Tour of Britain

2016
- Gesamtwertung, zwei Etappen, Punktewertung und Bergwertung Valencia-Rundfahrt
- eine Etappe Katalonien-Rundfahrt
- Lüttich–Bastogne–Lüttich
- eine Etappe Tour of Britain

2017
- eine Etappe Polen-Rundfahrt

2018
- eine Etappe und Punktewertung Andalusien-Rundfahrt
- eine Etappe Paris-Nizza
- eine Etappe Tour of Britain

2019
- eine Etappe Critérium du Dauphiné

2022
- Gesamtwertung und eine Etappe Andalusien-Rundfahrt

2023
- eine Etappe Tour de France
- eine Etappe Vuelta a España

2024
- eine Etappe Tour de Hongrie

2025
- Gesamtwertung und eine Etappe Türkei-Rundfahrt

## Wichtige Platzierungen
| Grand Tour            | 2009 | 2010 | 2011 | 2012 | 2013 | 2014 | 2015 | 2016 | 2017 | 2018 | 2019 | 2020 | 2021 | 2022 | 2023 | 2024 | 2025 |
| --------------------- | ---- | ---- | ---- | ---- | ---- | ---- | ---- | ---- | ---- | ---- | ---- | ---- | ---- | ---- | ---- | ---- | ---- |
| Giro d’ItaliaGiro     | –    | –    | –    | –    | –    | 21   | –    | –    | –    | 12   | –    | –    | –    | 34   | –    | –    | 50   |
| Tour de FranceTour    | –    | –    | DNF  | DNF  | 28   | –    | 44   | 28   | –    | 58   | 26   | 110  | 16   | –    | 27   | 43   |      |
| Vuelta a EspañaVuelta | –    | –    | 17   | –    | DNF  | 38   | –    | –    | 6    | –    | 34   | 6    | 23   | DNF  | 15   | –    |      |

| Monument                 | 2009 | 2010 | 2011 | 2012 | 2013 | 2014 | 2015 | 2016 | 2017 | 2018 | 2019 | 2020 | 2021 | 2022 | 2023 | 2024 | 2025 |
| ------------------------ | ---- | ---- | ---- | ---- | ---- | ---- | ---- | ---- | ---- | ---- | ---- | ---- | ---- | ---- | ---- | ---- | ---- |
| Mailand–Sanremo          | –    | –    | –    | –    | –    | –    | –    | –    | –    | –    | –    | –    | –    | –    | –    | –    | –    |
| Flandern-Rundfahrt       | –    | –    | –    | –    | –    | –    | –    | –    | –    | –    | –    | –    | –    | –    | –    | –    | –    |
| Paris–Roubaix            | –    | –    | –    | –    | –    | –    | –    | –    | –    | –    | –    | –    | –    | –    | –    | –    | –    |
| Lüttich–Bastogne–Lüttich | –    | –    | DNF  | 76   | –    | 80   | –    | 1    | –    | 117  | 10   | 87   | 109  | 39   | 42   | 30   | –    |
| Lombardei-Rundfahrt      | 118  | –    | DNF  | –    | –    | DNF  | 12   | DNF  | 38   | –    | –    | –    | –    | DNF  | –    | 105  |      |